# بث فاولر
بث فاولر (انگلیسی: Beth Fowler؛ زادهٔ ۱ نوامبر ۱۹۴۰) بازیگر و خواننده اهل ایالات متحده آمریکا است.
از فیلم‌ها یا برنامه‌های تلویزیونی که وی در آن نقش داشته‌است می‌توان به راهبه بدلی، راهبه بدلی ۲: بازگشت به عادت، مولان، مرد اضافی، دختر سخن‌چین و نارنجی مد جدید است اشاره کرد. وی تاکنون ۲ مرتبه نامزد دریافت جوایز تونی بوده است.